# Filmlager-Brand in den 20th Century Fox Studios

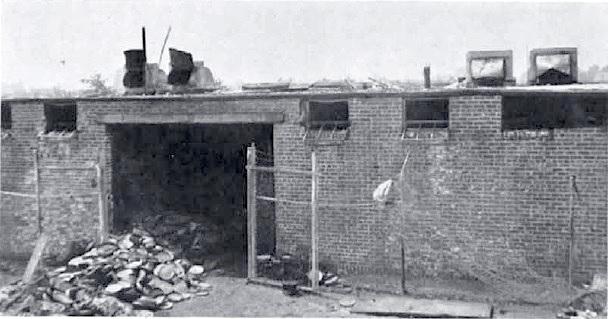
Stapel von zerstörten Filmdosen vor dem durch das Feuer zerstörten Archiv

Der Brand im Filmarchiv der 20th Century Fox Studios am 9. Juli 1937 war ein Großbrand in Little Ferry im US-Bundesstaat New Jersey. Brennbare Nitratfilme hatten bereits zuvor zu mehreren Bränden in Laboren, Studios und Archiven der Filmindustrie geführt. Die genauen Ursachen blieben jedoch oft unbekannt. In Little Ferry führten die durch den zerfallenden Film entstehenden Gase in Verbindung mit hohen Temperaturen und unzureichender Belüftung zu einer Selbstentzündung.
Ein Todesopfer und zwei Verletzte waren die Folge des Brandes. Zudem zerstörte das Feuer alle archivierten Filme in den Tresoren, wodurch die meisten Stummfilme, die von der Fox Film Corporation vor 1932 produziert worden waren, verloren gingen. Ebenfalls zerstört wurden Negative von Educational Pictures und Belarusfilm (mit dem Fox damals verbunden war) und Filme mehrerer anderer Studios. Der Brand führte erstmals vor Augen, dass sich zersetzender Nitratfilm spontan entzünden kann. Fortan wurden Bemühungen um die Filmkonservierung zum Schutz des historischen Filmerbes verstärkt.

## Hintergrund

### Nitratfilm
Die frühe Filmindustrie verwendete hauptsächlich Filmmaterial aus Cellulosenitrat, auch Nitratfilm genannt. Dieser Film ist brennbar und produziert beim Brennen seinen eigenen Sauerstoffvorrat. Nitratbrände brennen daher schnell und können nicht gelöscht werden, da sie durch den entstehenden Sauerstoff auch unter Wasser weiterbrennen können. Cellulosenitrat unterliegt außerdem der thermischen Zersetzung und Hydrolyse und zerfällt im Laufe der Zeit unter Einwirkung hoher Temperaturen und Feuchtigkeit. Dieses zerfallende Filmmaterial setzt Stickoxide frei, die ihrerseits zum Zerfall beitragen und den beschädigten Film leichter brennen lassen. Unter den richtigen Bedingungen kann sich Nitratfilm sogar spontan entzünden. Unter anderem wegen der großen Unterschiede bei der Herstellung von frühem Film besteht erhebliche Unsicherheit über die für eine Selbstentzündung erforderlichen Umstände.
Anhaltende Temperaturen von 38 °C oder mehr, große Mengen an Nitratfilm, erhöhte Luftfeuchtigkeit, schlechte Belüftung und gealterter oder verfallener Film wurden als Risikofaktoren angesehen. Die meisten Brände in Filmarchiven ereigneten sich während sommerlicher Hitzewellen in geschlossenen Räumen mit eingeschränkter Belüftung, wodurch mehrere dieser Faktoren noch verstärkt wurden. Besonders in engen Räumen können solche Brände zu Explosionen führen.
Schon im Vorfeld kam es zu großen und gefährlichen Bränden. Am 4. Mai 1897 begann einer der ersten großen Brände mit Nitratfilm, als ein Lumière-Projektor im Bazar de la Charité in Paris Feuer fing. Der daraus resultierende Brand forderte 126 Todesopfer. In den Vereinigten Staaten kam es zu einer Reihe von Bränden in Industrieanlagen. Am 13. Juni 1914 explodierte der Film-Tresor der Lubin Manufacturing Company in Philadelphia, und am 9. Dezember zerstörte ein Feuer den Laborkomplex von Thomas Edison in West Orange, New Jersey. Das New Yorker Studio der Famous Players Film Company brannte im September 1915 nieder. Im Juli 1920 wurde das Versandzentrum des Nachfolgeunternehmens Famous Players-Lasky durch ein Feuer in Kansas City, Missouri, zerstört. Der Film-Tresor der United Film Ad Service, ebenfalls in Kansas City, brannte am 4. August 1928. Neun Tage später wurde ein Brand bei Pathé Exchange gemeldet. Im Oktober 1929 wurde die Anlage von Consolidated Film Industries durch einen Nitratbrand schwer beschädigt. Bei keinem dieser Brände wurde eine Selbstentzündung nachgewiesen. Wahrscheinlich wurde dieses Phänomen erst in einer Studie aus dem Jahr 1933 als möglich erkannt. Darin wurde festgestellt, dass die für eine Selbstentzündung von Nitratfilm erforderlichen Temperaturen falsch eingeschätzt worden waren.

### Little Ferry
Zu Beginn des 20. Jahrhunderts beherbergte das nahe gelegene Fort Lee viele Filmstudios der ersten amerikanischen Filmindustrie. Als der Bauunternehmer William Fehrs von der Stadt Little Ferry, New Jersey, 1934 mit dem Bau eines Filmlagers beauftragt wurde, entwarf er das Gebäude feuerfest. Es hatte Außenwände aus 30 cm dicken Ziegeln und ein Dach aus Stahlbeton. Im Inneren war es in 48 einzelne Gewölbe unterteilt, die jeweils mit einer Stahltür verschlossen und durch 20 cm dicke Ziegelwände voneinander getrennt waren. Die örtliche Feuerwehr bestätigte die Feuerfestigkeit von Fehrs’ Gebäude. Allerdings verfügte das Gebäude weder über eine Sprinkleranlage noch über eine mechanische Belüftung. Zudem war kein Wachmann angestellt, um die Anlage zu überwachen. Trotz der potenziellen Brandgefahr des gelagerten Films befand sich das Gebäude in einem Wohnviertel.
Das Filmentwicklungsunternehmen DeLuxe Laboratories war Eigentümer des Gebäudes und vermietete es an 20th Century-Fox, um die Stummfilme zu lagern, die von der Fox Film Corporation nach deren Fusion mit Twentieth Century Pictures erworben wurden.

## Brand
Der Norden New Jerseys erlebte im Juli 1937 eine Hitzewelle mit Tagestemperaturen von 38 °C und warmen Nächten. Die anhaltende Hitze trug zur Zersetzung von Nitrat in den Filmtresoren bei. Die unzureichende Belüftung des Gebäudes war nicht in der Lage, eine gefährliche Gasbildung zu verhindern. Am 9. Juli kurz nach 2 Uhr morgens kam es zu einer Selbstentzündung im Tresorraum an der Nordwestecke des Gebäudes. Der örtliche Lastwagenfahrer Robert Davison bemerkte Flammen, die aus einer der Fensteröffnungen des Gebäudes schlugen. Er meldete den Brand innerhalb von fünf Minuten über einen städtischen Feuermelder.
Davison versuchte daraufhin, die Bewohner der umliegenden Häuser zu wecken, von denen viele bereits durch den Lärm und die starke Hitze auf die Situation aufmerksam geworden waren. Als sich der Inhalt weiterer Gewölbe entzündete, schossen die Flammen aus den Fenstern 30 Meter waagerecht über den Boden und aus den Dachöffnungen des Gebäudes ähnlich weit in die Luft. Als das Feuer auf die Gewölbe im Süden und Osten des Gebäudes übergriff, explodierten diese, beschädigten das Mauerwerk und sprengten die Fensterrahmen.
Anna Greeves und ihre beiden Söhne John und Charles wurden von den Flammen erfasst, als sie versuchten, aus dem Gebiet zu fliehen. Alle drei erlitten schwere Verbrennungen. Der 13-jährige Charles erlag am 19. Juli seinen Verletzungen. Andere Familien konnten unverletzt entkommen, während das Feuer auf fünf benachbarte Wohnhäuser übergriff und zwei Fahrzeuge zerstörte.
Feuerwehrleute aus Little Ferry trafen um 2:26 Uhr ein, gefolgt von Einheiten aus Hawthorne, Ridgefield Park, River Edge und South Hackensack. Es waren insgesamt 150 Männer und 14 Schlauchleitungen erforderlich, um das Feuer bis 5:30 Uhr zu löschen. Der gesamte Filmvorrat in der Einrichtung wurde zerstört. Mehr als 40.000 Negativrollen und Abzüge verbrannten in ihren Filmdosen. Auch das Gebäude wurde schwer beschädigt. Explodierende Tresore hatten Teile der Außenwände und der Innenwände zerstört und das Betondach des Gebäudes verformt. Der gesamte Sachschaden wurde auf 150.000 bis 200.000 Dollar geschätzt (was in etwa 3,7 Millionen Dollar im Jahr 2022 entspricht). 57 Lastwagenladungen verbrannter Filme wurden vom Standort abtransportiert, um ihren Silbergehalt zu extrahieren. Jede Dose enthielt Silber im Wert von etwa fünf Cent. Der Wert des geborgenen Metalls betrug 2.000 Dollar.

## Auswirkungen

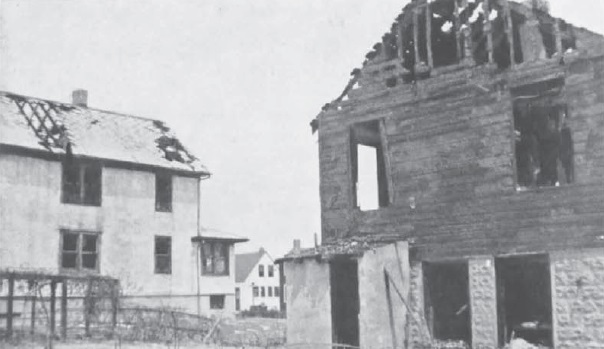
Brandschäden an einem Wohnhaus in der Main Street, dem Wohngebiet in direkter Nachbarschaft zum Archiv

Obwohl die Verantwortlichen von 20th Century-Fox erklärten, dass lediglich „alte“ Filme zerstört worden seien, wird das Feuer heute als ein bedeutender Verlust des amerikanischen Filmerbes verstanden. Der Filmhistoriker Anthony Slide bezeichnete die Zerstörung des Fox-Filmlagers als den „tragischsten“ amerikanischen Nitratbrand. Die hochwertigsten Exemplare aller Fox-Filme, die vor 1932 produziert worden waren, wurden vernichtet. Von vielen Filmen wurden alle bekannten Kopien in der Einrichtung gelagert.

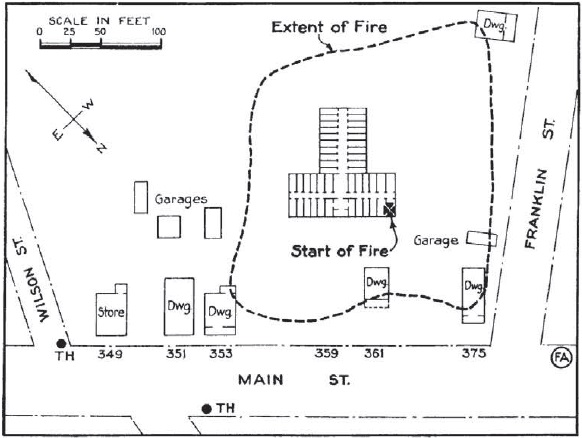
Übersichtszeichnung des vom Brand betroffenen Gebiets, einschließlich der benachbarten Wohnhäuser (hier mit Dwg gekennzeichnet)

Zu den Filmen, die durch das Feuer verloren gingen, gehören Filme mit Theda Bara, Shirley Mason, William Farnum und vielen anderen in den Hauptrollen. Tom Mix drehte 85 Filme für Fox, von denen die meisten ausschließlich in Little Ferry archiviert wurden. J. Gordon Edwards, Großvater des Regisseurs Blake Edwards, hatte bis dahin alle umsatzstärksten Monumentalfilme für Fox gedreht, von denen die gesamten Master verloren gingen. Nur einige wenige minderwertige Kopien, die an anderen Orten gelagert wurden, blieben erhalten. Von einigen Schauspielern, wie z. B. Valeska Suratt, hat kein Film die Katastrophe überstanden. „Es gibt ganze Karrieren, die wegen [des Feuers] nicht existieren“, so der Filmkurator des Museum of Modern Art, Dave Kehr. Da einige Kopien anderswo untergebracht waren, haben einige der Stummfilme von Fox als minderwertige Kopien – oder Fragmente – überdauert. Am Ende gingen dennoch mehr als 75 % der Spielfilme von Fox aus der Zeit vor 1930 vollständig verloren.
In den Gewölben von Little Ferry befanden sich auch Werke anderer Filmstudios, die mit Fox Verträge über den Filmvertrieb abgeschlossen hatten. Educational Pictures verlor mehr als 2000 Stummfilmnegative und -kopien. Die Tonfilme des Unternehmens blieben hingegen erhalten. Ebenfalls eingelagert war das Originalnegativmaterial von D. W. Griffiths Weit im Osten (Way Down East), den Fox mit der Absicht erworben hatte, ihn neu zu verfilmen. Weiterhin lagerten zum Zeitpunkt des Brandes das Negativmaterial des umstrittenen, von Christie Productions gesponserten Films The Birth of a Baby sowie Filme, die von Sol Lesser unter seinen Marken Atherton Productions, Peck’s Bad Boy Corporation und Principal Pictures produziert wurden, ein. Sie gingen ebenso verloren wie Archivmaterial, das für die Filmbibliothek des Museum of Modern Art bestimmt war.
Die Zerstörung der Anlage in Little Ferry rückte Brandschutz als Aspekt der Filmkonservierung in den Mittelpunkt. Anders als bei früheren großen Bränden von Nitratfilmen stellten die Ermittler fest, dass die spontane Entzündung von sich zersetzendem Filmmaterial ursächlich gewesen war. Sie vermuteten, dass der ältere Nitrozellulosefilm im Archiv von geringerer Qualität war als der aktuelle Film und daher instabiler. Das Komitee für Filmkonservierung der Society of Motion Picture Engineers führte drei Monate nach dem Archivbrand aus, dass die Konservierungsmaßnahmen die Brandgefahr nicht angemessen berücksichtigt hätten. Es wurde vorgeschlagen, die Filmtresore zu verstärken. So solle verhindert werden, dass Brände in einem einzigen Tresor ganze Archiveinrichtungen zerstören. Vorgeschlagen wurden auch Filmlagerschränke mit Belüftungs- und Kühlsystemen sowie weitere Forschungsarbeiten zur Verbesserung der Qualität von Celluloseacetatfilm, um seine Verwendung als sichereren Ersatz für Nitratfilm zu fördern. In den 1950er Jahren war die Verwendung von Nitratfilm in den Vereinigten Staaten im Wesentlichen eingestellt worden.